# Jiří Žák (spisovatel)
Jiří Žák (narozen 11. listopadu 1917 v Budějovicích, Rakousko-Uhersko; zemřel 29. ledna 1986 v Hamburku) byl český novinář, překladatel a spisovatel. Byl více než pět let vězněn v koncentračních táborech Německé říše. Byl dvakrát vyloučen z Komunistické strany Československa a po své emigraci v roce 1969 strávil zbytek života v západoněmeckém Hamburku.

## Život

### Mládí
Jiří Žák se narodil během první světové války v Českých Budějovicích. Navštěvoval střední a obchodní školu v Plzni. Začal psát od raného věku, již v roce 1932 mu byl jako 15letému vytištěn svazek povídek. Kolem roku 1935 vstoupil do Komunistické strany Československa (KSČ). Stalinistické čistky v Sovětském svazu zasáhly i zbytek komunistických stran v Evropě a vedly k jeho vyloučení z KSČ v roce 1938.

### Koncentrační tábory
Po německé invazi do Československa v březnu 1939 byl Žák v dubnu 1939 zatčen okupační mocí a poslán do koncentračního tábora Dachau a odtud v září 1939 do koncentračního tábora Buchenwald. V táboře Buchenwald pracoval pod kápem v kanceláři úředníka. Francouzský odbojář, spisovatel a Žákův spoluvězeň Jorge Semprún ve svých pamětech uvádí, že Jiří Žák v táboře organizoval jazzová vystoupení: „Osobní vášní Jiřího Zaka byl jazz."

### Šéfredaktor Nedělních novin a druhé vyloučení z KSČ
Po konci války se Jiří Žák vrátil do Plzně, pracoval jako novinář na volné noze a v roce 1945 se stal hlavním propagandistou celého komunistického tisku v Československu. V roce 1947 se stal šéfredaktorem Nedělních novin vydávaných ÚV KSČ v Praze, (později přejmenovaných na Haló - Nedělní noviny) a šéfredaktorem dalšího stranického nedělníku Květy. V roce 1952 byl z politických důvodů odvolán ze svého místa a opět vyloučen z KSČ. Nějakou dobu pracoval jako pomocný stavební dělník, což pro něj bylo po vězněních v koncentračních táborem zdravotně velmi obtížné. Poté opět psal jako nezávislý novinář, občas pod pseudonymem.
Žák do češtiny přeložil mimo jiné román Bruna Apitze Nahý mezi vlky a Cestu k Rýnu od Maximiliana Scheera. Také napsal biografii Wernhera von Brauna.

### Emigrace
Během Pražského jara v roce 1968 byl znovu přijat do KSČ. Když se s ním Jorge Semprún na jaře 1969 znovu setkal v Praze, patřil Žák k těm, kteří se po invazi vojsk Varšavské smlouvy ještě nerozhodli odejít do exilu. Nicméně po účasti na setkání bývalých vězňů z Buchenwaldu téhož roku se již do Československa nevrátil a zůstal žít ve Spolkové republice Německo. Až do roku 1982 pracoval v redakci časopisu Stern v Hamburku, kde také čtyři roky po svém odchodu do důchodu zemřel.

## Dílo (výběr)
- Deset posledních dnů: Buchenwald, nakl. Volnost, Plzeň 1945
- Dvě cesty v Německu, nakl. Svoboda, Praha 1948
- Brána je znovu otevřena: německý lid na nových cestách, nakl. Rudé Právo, Praha 1949
- Konec komisaře Gaslera: vyprávění, nakl. Svobodné Slovo, Praha 1961
- … a pozdravuj u nás doma, Plzeň 1961
- Úžasný chlapík, Nakladatelství politické literatury, Praha 1962 (Biografie Wernhera von Brauna)
- Schůzka před Samsonem: budějovický fejeton, Krajské nakladatelství, České Budějovice 1963
- Buchenwald varuje: Dokumenty, vzpomínky, svědectví, (Editor: Walter Bartel et al., Z německého originálu přeložili Jaroslav Strnad a Jiří Žák. Pro české vydání upravil a doplnil Jiří Žák), Nakladatelství politické literatury, Praha 1964
- S pětilistou růží v knoflíkové dírce, Plzeň, 1964
- Žíznivý, nakl. Svobodné slovo, Praha 1964
- Zázrak za rohem, nakl. Svoboda, Praha 1967
- Vstupné se nevrací. Kolportážní novela, nakl. Práce, Praha 1969